# Il paradiso degli animali
Il paradiso degli animali è un romanzo di Carlo Cassola pubblicato da Rizzoli nel 1979.
Pur non facendo parte della cosiddetta «trilogia atomica» (Il superstite, Ferragosto di morte, Il mondo senza nessuno), il romanzo si inserisce in quel filone atomico-apocalittico che caratterizzerà la produzione dell'ultima fase dell'autore. Inoltre, è il terzo romanzo di Cassola che ha come protagonista il mondo animale (dopo L'uomo e il cane e il sopracitato Il superstite).

## Trama
Il dominio degli esseri umani sulla Terra è terminato: la specie si è estinta dopo una terribile guerra nucleare e gli unici superstiti sono gli animali. Un gruppo di animali che vive in Maremma decide, guidato dai gatti e dai cani, di riunirsi in una comunità, iniziando ad evolversi per imitare gli umani. Una delle prime decisioni prese è quella di diventare vegetariani e tutti acconsentono fatta eccezione per i serpenti, che diventeranno quindi i principali antagonisti.

## La critica
Scrive Renato Bertacchini che la vicenda avvia e concretizza «artisticamente con un romanzo di robusta coralità la poetica dell'angoscia per la morte collettiva professata da Cassola». I cani e i gatti vengono scelti a rappresentare i due principi su cui si fonda la convivenza: il cane rappresenta la socialità, il gatto l'individualismo. L'atteggiamento di Cassola è fortemente moralizzante: spesso durante la narrazione, l'autore-narratore dà sfogo ai suoi pensieri spiegando direttamente le motivazioni di alcune scelte allegoriche.

## Edizioni
- Carlo Cassola, Il paradiso degli animali, Milano, Rizzoli, 1979.